# Сокотра (остров)
 Тази статия е за острова.  За архипелага вижте Сокотра.  
Сокотра (на арабски: سُقُطْرَى) е остров в Арабско море, в северозападната част на Индийския океан. Част е от архипелаг Сокотра, а политически принадлежи на мухафаза Сокотра, Йемен. Главният град на острова е Хадибу, разположен на северния бряг. По данни от преброяването през 2004 г., на острова живеят 42 442 души, от които 8545 в град Хадибу.

## География
Островът е разположен в източния край на Аденския залив, на около 250 km от Сомалийския полуостров и на около 350 km от Арабския полуостров. Дължината на острова е около 133 km, а ширината – до 42 km. Площта на острова е 3625 km². Най-високата точка на острова е с височина 1505 m.
Сокотра е една от най-изолираните земни форми на Земята с континентален произход (т.е. не с вулканичен). Архипелагът е бил част от суперконтинента Гондвана и се е отделил от него през миоцена, по времето на същите рифтови събития, които отделят Аденския залив на северозапад.

## Климат
Климатът е тропичен, пустинен и полупустинен, с малки валежи през зимата, които са по-обилни във вътрешността на острова, отколкото по бреговете. За мусонните сезони са типични силен вятър и високи вълни.
| Климатични данни за Сокотра           | Климатични данни за Сокотра | Климатични данни за Сокотра | Климатични данни за Сокотра | Климатични данни за Сокотра | Климатични данни за Сокотра | Климатични данни за Сокотра | Климатични данни за Сокотра | Климатични данни за Сокотра | Климатични данни за Сокотра | Климатични данни за Сокотра | Климатични данни за Сокотра | Климатични данни за Сокотра | Климатични данни за Сокотра |
| Месеци                                | яну.                        | фев.                        | март                        | апр.                        | май                         | юни                         | юли                         | авг.                        | сеп.                        | окт.                        | ное.                        | дек.                        | Годишно                     |
| Абсолютни максимални температури (°C) | 33,0                        | 32,0                        | 35,0                        | 36,5                        | 39,0                        | 42,0                        | 42,0                        | 41,8                        | 38,0                        | 39,0                        | 33,0                        | 32,0                        | 42,0                        |
| Средни максимални температури (°C)    | 27,4                        | 27,9                        | 29,5                        | 31,8                        | 34,3                        | 33,7                        | 32,5                        | 32,5                        | 32,5                        | 30,9                        | 29,7                        | 28,3                        | 31,1                        |
| Средни температури (°C)               | 25,2                        | 25,6                        | 26,7                        | 29,0                        | 31,2                        | 30,9                        | 29,9                        | 29,8                        | 29,7                        | 28,1                        | 27,2                        | 26,1                        | 28,4                        |
| Средни минимални температури (°C)     | 22,1                        | 22,0                        | 23,0                        | 25,2                        | 27,4                        | 27,5                        | 26,7                        | 26,5                        | 26,3                        | 24,5                        | 23,8                        | 22,9                        | 25,0                        |
| Абсолютни минимални температури (°C)  | 17,0                        | 17,0                        | 11,0                        | 20,0                        | 21,2                        | 16,4                        | 17,0                        | 21,3                        | 15,2                        | 20,0                        | 18,0                        | 17,0                        | 11,0                        |
| Средни месечни валежи (mm)            | 23                          | 18                          | 14                          | 22                          | 37                          | 18                          | 12                          | 15                          | 27                          | 38                          | 18                          | 16                          | 258                         |
| ------------------------------------- | --------------------------- | --------------------------- | --------------------------- | --------------------------- | --------------------------- | --------------------------- | --------------------------- | --------------------------- | --------------------------- | --------------------------- | --------------------------- | --------------------------- | --------------------------- |
| Източник: Climatebse                  |                             |                             |                             |                             |                             |                             |                             |                             |                             |                             |                             |                             |                             |

## История
Първоначално на Сокотра пребивава Олдувайска култура. Техни каменни сечива са намерени в района около Хадибо през 2008 г.
Сокотра е обозначена като Диоскуриду (от Диоскури) в гръцката морска навигация от 1 век Перипъл на Еритрейското море. Скорошни открития на текстове на няколко езика, включително и дървена дъска от 3 век, показват разнообразния произход на тези, които са използвали Сокотра като търговска база в Античността.
През 2001 г. група белгийски спелеолози проучват пещера на острова. Там намират голям брой надписи, рисунки и археологически обекти. По-нататъшни изследвания показват, че тези са били оставени от моряци, посещавали острова между 1 век пр. Хр. и 6 век сл. Хр. Повечето от текстовете са написани на индийската писменост брахми, но има и надписи на други писмености и езици, като геез и бактрийски. Този корпус от близо 250 текста и рисунки представлява един от основните източници за изследване на мрежата на индийската океанска търговия през този период.
Според местните легенди, населението приема християнството от Тома през 52 г. През 10 век арабският географ Абу Мухамад ал-Хасан ал-Хамдани съобщава, че по негово време повечето население е християнско. Сокотра също се споменава в Пътешествията на Марко Поло – Марко Поло не преминава близо до острова, но записва, че „жителите са покръстени и имат архиепископ, който няма нищо общо с папата, а е подчинен на архиепископ от Багдад“. Хората практикували и древни магически ритуали, въпреки недоволството на архиепископа си.
През 1507 г. португалски кораби, командвани от Трищан да Куня с Афонсу де Албукерке акостират в тогавашната столица Сук и превземат пристанището с битка. Тяхната цел е да установят база на стратегическо място по пътя към Индия и да освободят предполагаемо приятелските християни от ислямска власт. Започват строителство на крепост в Сук, но в гарнизона настъпват глад и болести. Освен това, липсата на подходящо пристанище за зимуване води до загубата на много закотвени португалски кораби, най-важният от които е Санто Антонио – галеон под командването на капитан Мануел Паис да Вейга. Португалците изоставят острова четири години по-късно, тъй като е неплодороден и не е благоприятен за база.
Островите преминават под контрола на султаната Махра през 1511 г., а населението приема исляма. Въпреки това, през 1737 г. по време на 5-седмичен престой на острова капитанът на френска морска експедиция на път за Моха намира християнски племена, живеещи във вътрешността на Сокотра.
В началото на 1880 г. на остров Сокотра пристига първата изследователска британска експедиция, водена от професор Айзък Балфур. Учените имат за цел да изучат скалите, животните и растенията. Впоследствие Балфур издава книгата „Ботаника на Сокотра“.

## Флора и фауна
Сокотра се счита за перла на биоразнообразието в Арабско море. През 1990-те години екип от биолози на ООН провежда прочуване на флората и фауната в архипелага. Те откриват почти 700 ендемични вида, като тази бройка е надмината само от Нова Зеландия, Хаваите, Нова Каледония и Галапагоските острови.
Дългата геоложка изолация на архипелага и жестоката му жега и суша са създали уникална ендемична растителност. Проучвания на Кралската ботаническа градина на Единбург сочат, че 307 от 825-те (или 37%) от растителните видове на Сокотра са ендемични, тоест не се срещат никъде другаде на Земята. Цялата флора на архипелага е оценена от Червената книга, като към 2004 г. в нея са включени 3 критично застрашени и 27 застрашени растителни вида.
Едно от най-видните растения на Скоротра е драконовото дърво от Сокотра (Dracaena cinnabari), което има странна чадъровидна форма. В древността неговите червени сокове са считани за драконова кръв, и в миналото и до днес се използват като боя и лак. В миналото са от значение и различните ендемични видове алое, използвани за медицински и козметични цели. Други ендемити включват сукулентното дърво Dorstenia gigas, краставичното дрърво Dendrosicyos socotranus, редкия нар Punica protopunica, Aloe perryi и Boswellia socotrana.
Островът има и богата фауна, включително няколко ендемични вида птици (Onychognathus frater, Chalcomitra balfouri, Emberiza socotrana, Cisticola haesitatus, Passer insularis, Rhynchostruthus socotranus). Много от птичите видове са застрашени от интродуцираните диви котки. С един ендемичен бозайник, 6 ендемични птици и без земноводни, велчугите са най-значителната гръбначна фауна на острова с 31 вида. Всички местни видове влечуги са ендемити. Високите нива на ендемизъм се проявяват както на ниво вид (94%), така и на ниво род (42%). Има и много ендемични безгръбначни, включително няколко вида паяци и три вида раци.
Както при повечето изолирани острови, единствените местни бозайници са прилепите. Кораловите рифове в архипелага са различни и гъмжат от ендемични видове.
В хода на 2000-годишното човешко поселение на острова, околната му среда постепенно се е променяла, като според някои оценки, животните и растенията, които са останали днес, представляват само малка част от това, което някога е съществувало на острова. Перипълът на Еритрейското море споменава, че на острова има крокодили и големи гущери. Преди няколко столетия на острова е имало реки, влажни зони и изобилие от места за паша. В началото на XVII век португалците докладват наличието на водни биволи. В днешно време има само пясъчни дерета и много местни растения оцеляват само там, където има по-голяма влага или защита от добитъка. Останалата фауна на Сокотра е силно застрашена от козите и други внесени видове.
В резултат от гражданската война в Йемен от 2015 г., Сокотра остава изолиран и цените на горивата рязко скачат, принуждавайки жителите да започнат да се отопляват с дърва. През декември 2018 г. ОАЕ изпращат газ за готвене на Сокотра, надявайки се да обуздаят обезлесяването на острова.
През юли 2008 г. архипелагът е включен в списъка на ЮНЕСКО за световно наследство. Европейският съюз твърдо застава зад това решение.

## Население
Повечето от жителите на острова са коренните сокотрийци от племето Ал-Махра, идващи от областта Махра. Счита се, че те са тясно свързани с етносите в тази област. Има малък брой жители със сомалийски корени. Островът е населен и с различни негри, за които се смята, че са потомци на избягали роби.
Почти всички жители на архипелага Сокотра, наброяващи около 45 000 души, живеят на остров Сокотра. Главният град, Хадибу (8545 души), вторият най-голям град, Калансия (3862), и Кадуб (929 души) са все разположени на северния бряг на острова.
Островитяните вярват в туземните си религии до 52 г., когато апостол Тома корабокрушира на острова по пътя си към Индия. Впоследствие той покръства множество сокотрийци. След това християнството става основната религия на острова. Островът се присъединява към Асирийската източна църква.
Когато султанатът Махра завладява южната част на Арабския полуостров през XVI век, християнството на острова е заменено с ислям. Днес са запазени само малко останки от църкви, няколко християнски гроба и гравюри на кръстове от I век.
На острова се говори сокотрийски език, който е по-стар от арабския и включва елементи на арамейски.